# Clito
Clito, o Negro (Κλεῖτος ὁ μέλας, 375 a.C. - 328 a.C.) foi um oficial do exército macedônio liderado por Alexandre, o Grande. Ele salvou a vida de Alexandre na Batalha do Grânico em 334 a.C.. Clito foi, mais tarde, morto a mando ou pelas mãos do próprio Alexandre.